# Proleucinodes
Proleucinodes  là một chi bướm đêm thuộc họ Crambidae.